# Керби, Фрэн
Фрэн (Франческа) Керби (англ. Francesca "Fran" Kirby; род. 29 июня 1993, Рединг) — английская футболистка, выступающая на позиции нападающего в футбольном клубе «Брайтон энд Хоув Альбион», а также в составе национальной сборной Англии. Бронзовый призёр чемпионата мира 2015, чемпионка Европы 2022 и участница летних Олимпийских игр 2020. В составе «Челси» стала многократной победительницей чемпионата Англии, обладательницей нескольких кубков Англии и кубков лиги. Дважды входила в состав команды года по версии ПФА. В мае 2024 года было объявлено, что сезон 2023-2024 станет для Фрэн последним в составе «Челси», с 2020 года она является рекордсменкой по забитым мячам за клуб (115).

## Достижения

### Клубные
Челси
- Победительница Чемпионата Англии (4): 2015[англ.][5], 2017/2018[англ.], 2019/2020, 2020/2021
- Обладательница Кубка Англии (3): 2014/2015[англ.], 2017/2018[англ.], 2020/2021[англ.]
- Обладательница Кубка лиги[англ.] (2): 2019/2020[англ.], 2020/2021[англ.]
- Обладательница Суперкубка Англии[англ.] (1): 2020[англ.][6]
- Финалистка Лиги чемпионов УЕФА (1): 2020/2021[7]

### В составе сборной
Сборная Англии:
- Бронзовая призёрка чемпионата мира: 2015
- Чемпионка Европы: 2022
  - Полуфиналистка (3-4 место) чемпионата Европы: 2017

### Личные
- Игрок года по версии футболистов ПФА (2): 2017/2018[8], 2020/2021[9]
- Входит в состав команды года по версии ПФА (2): 2017/2018[10], 2020/2021[11]
- Игрок месяца Английской суперлиги (2): январь 2021, сентябрь 2021
- Игрок года в составе «Челси» (2): 2017/2018[12], 2020/2021[13]